# Talant
Talant é uma comuna francesa na região administrativa da Borgonha-Franco-Condado, no departamento de Côte-d'Or. Estende-se por uma área de 4,9 km². Em 2010 a comuna tinha 11 855 habitantes (densidade: 2 419,4 hab./km²).624 hab/km².